# گتین هلدینگ
گتین هلدینگ (انگلیسی: Getin Holding) شرکت خدمات مالی و بانکداری لهستانی است، که در سال ۱۹۹۶ تأسیس شد.